# Соловецький монастир
Спасівський ставропігійний Соловецький монастир — чоловічий монастир Російської православної церкви, розташований на Соловецькому архіпелазі у Білому морі. Також політична в'язниця у часи Російської імперії, в якій упокоївся видатний політичний та церковний діяч України святий Петро Калнишевський, а в часи СРСР — концтабір у системі ГУЛАГ.

## Історія
Заснований у межах Карелії у 1430-х роках монахами Зосимою та Германом. У середині XVI століття завдяки ефективній господарській діяльності ігумена монастиря Филипа Количева монастир став значним промисловим і культурним центром півночі Московщини.
1635 році в Соловецькому монастирі прийняв постриг Микита Мінін — майбутній патріарх Московський і церковний реформатор Никон. Церковна реформа Никона однак була сприйнята монастирем як єресь, і монастир став відомий як місце переховування старовірів. До 1676 року монастир тримав облогу, проте завдяки зраді одного з монахів, був взятий царськими військами.
Тривалий час монастир паралельно використовувався як в'язниця. Найжорсткішими були умови утримання на верхніх поверхах Головленківської вежі, де камери мали розмір 1,4 метра завдовжки, 1 метр в завширшки і заввишки. У вироках писалося:
|  | Посадить его (то есть заключённого) в Головленковскую тюрьму вечно и пребывати ему в некоей келии молчательной во все дни живота и никого к нему не допускать, ниже его не выпускать никуда же, но точно затворену и зоточену быть, в молчании каяться о прелести живота своего и питаему быть хлебом слезным. |

Тут ув'язнювали учасників руху нестяжателів, учасників антицерковного руху, очолювані Матвієм Башкіним (XVI століття), учасники повстання Степана Разіна (XVII століття), державних діячів, що потрапляли у царську немилість, з кінця XVIII століття також старообрядців та представників різних релігійних сект. У Соловецькому монастирі 1776 року було ув'язнено останнього отамана Запорозької Січі Петра Калнишевського, де він і помер 1803 року.
З приходом до влади комуністів 1920 року монастир був ліквідований, цінності реквізовані, проте будівлі колишнього монастиря й надалі використовувалися як місце позбавлення волі. У 1923—1933 роках тут діяв Соловецький табір особливого призначення («СЛОН»), в 1933-37 — Соловецкая тюрма ГУДБ НКВД СССР, у 1937-39 — Соловецька тюрма особливого призначення («СТОН»). Значну частину ув'язнених становили т. зв. «політичні» — духівництво, офіцери білого руху, дворяни, есери, інтелігенція.
У 1967 році створений Соловецький музей-заповідник, реорганізований в 1974 році в Соловецький державний історико-архітектурний і природний музей-заповідник. З 1990 відновлено чернече життя, 1992 року Соловецький монастир внесено до Всесвітньої спадщини ЮНЕСКО.

## Специфіка катувань
Колись усі в'язні поділялися на три розряди. Перший — ті, які перебували на покаянні; вони жили в тюрмі і повинні були щодня відвідувати церкву.

В'язні другого розряду сиділи у в'язниці в окремих камерах і під замком. З дозволу архімандрита їм інколи можна було виходити: взимку — на прогулянку, влітку — на роботу. 
В'язні третього розряду могли виходити тільки тричі на рік, решту часу безвихідно сиділи під замком. У монастирі таких в'язнів називали великими грішниками… Дехто з цих грішників сидів у рогатці.
Рогатками називався металевий обруч, що його надівали в'язневі на голову, від лоба до потилиці, потім замикався на замок за допомогою двох ланцюгів, що спускалися вниз од скронь до підборіддя. До цього обруча було прироблено перпендикулярно декілька довгих залізних шипів (колючок). Таким чином ці рогатки не дозволяли людині лягати на бік, горілиць або на живіт, і вона повинна була спати тільки сидячи.
В'язні з третього розряду здебільшого або вмирали, або, за виразом селян, робилися блаженними, тобто божеволіли, і тоді жили довго. Крім того, у Соловецькому монастирі показували дві тюрми (які вже вийшли з ужитку) — Жаравину і Корчагіну. Корчагіна тюрма називалась так тому, що в ній не можна було сидіти інакше, як тільки скорчившись. А Жаравина, певно, від того, що там було дуже жарко. Всі тюрми були в той час у монастирському мурі. Камери були дуже малі, а вікна такої величини, що можна тільки руку просунути.

## Галерея

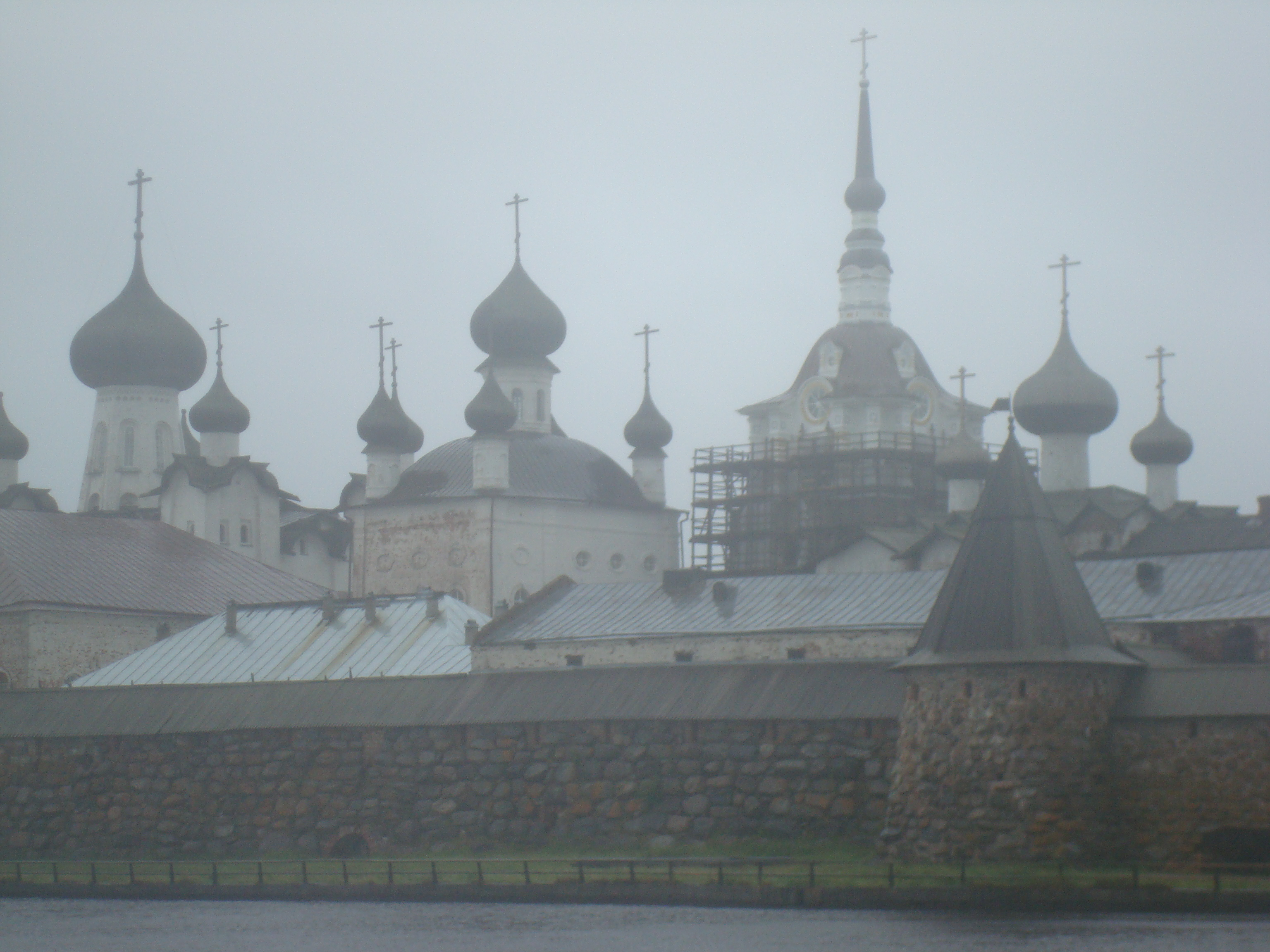
border
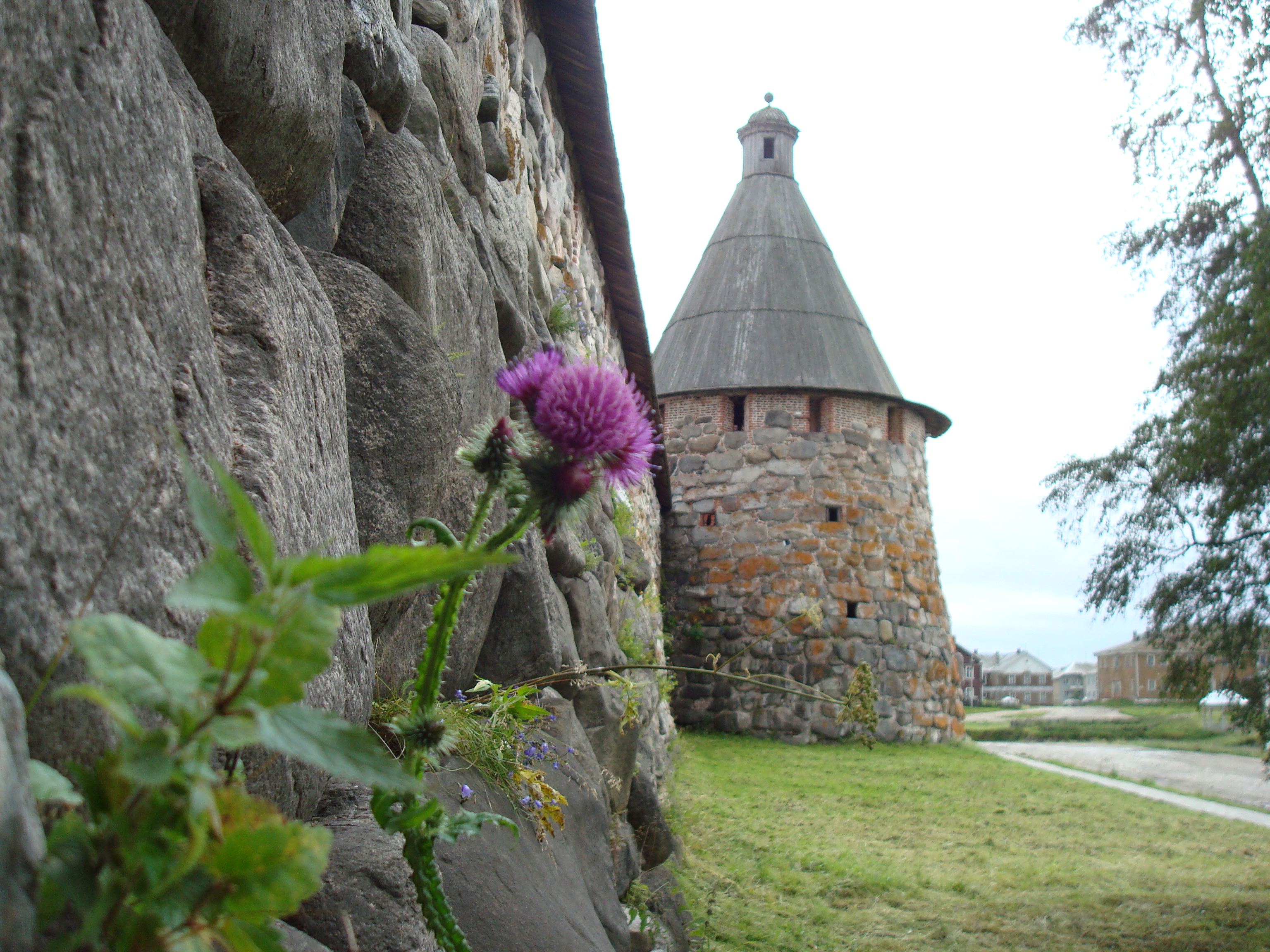
border
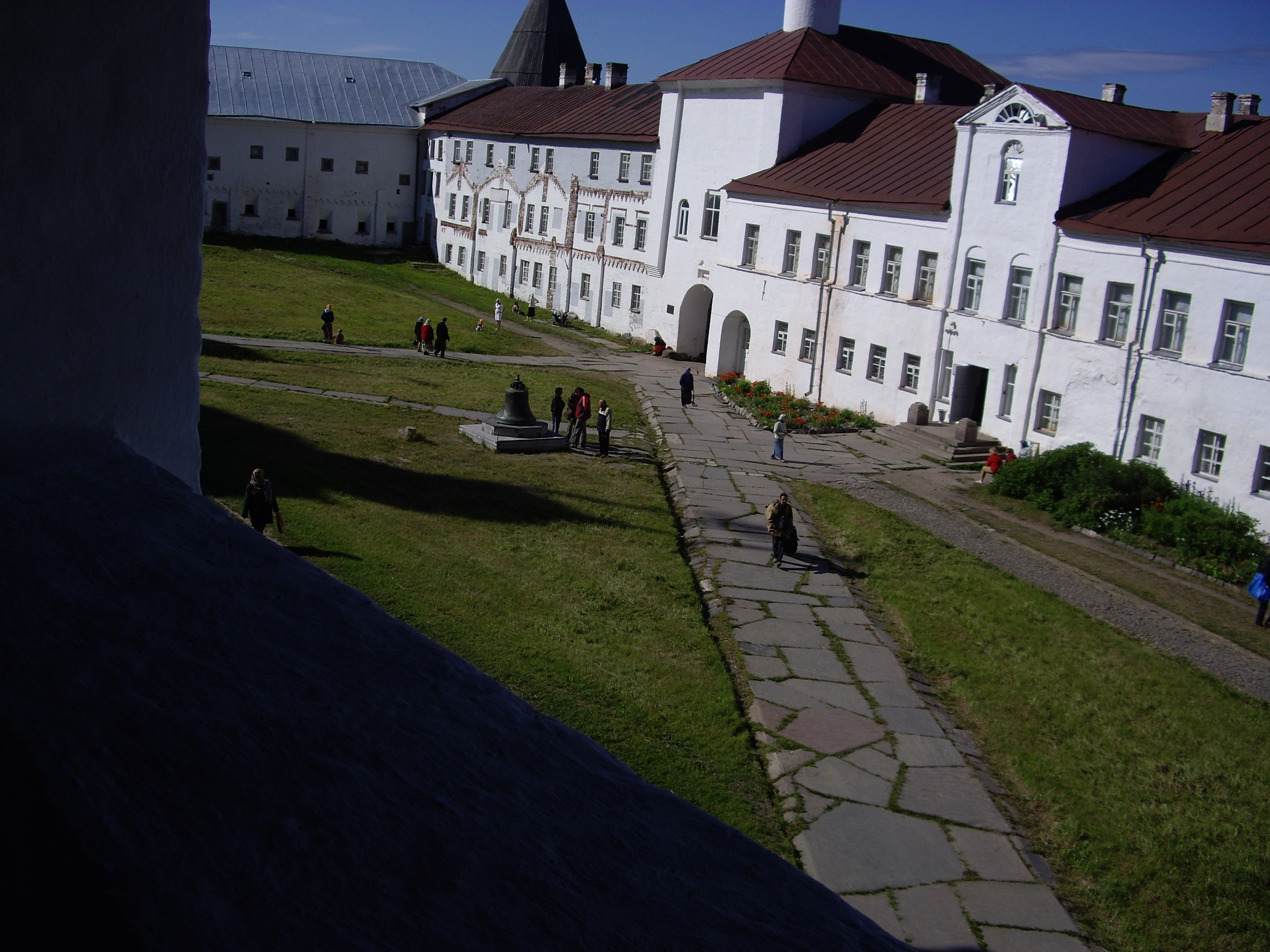
border
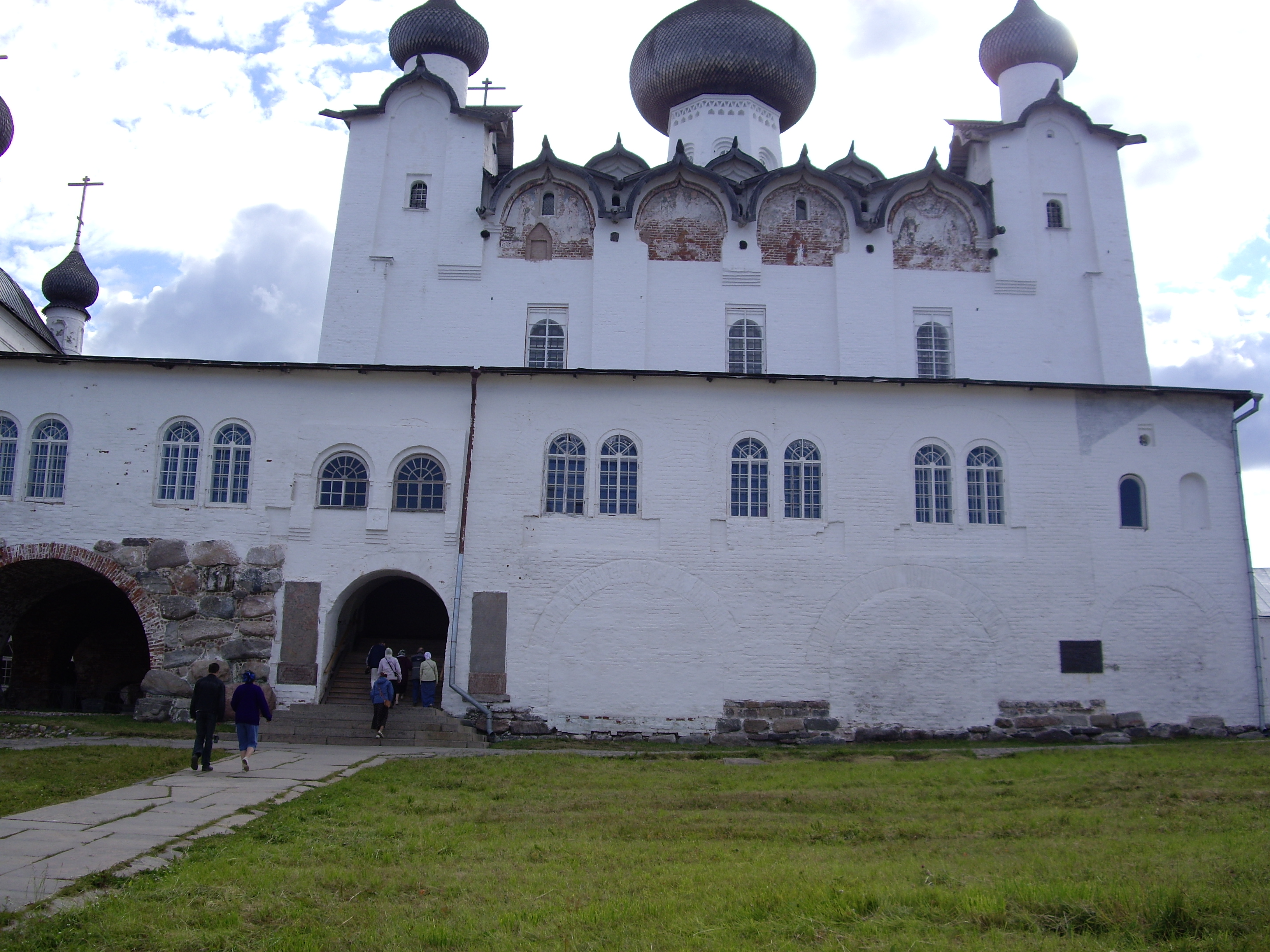
border
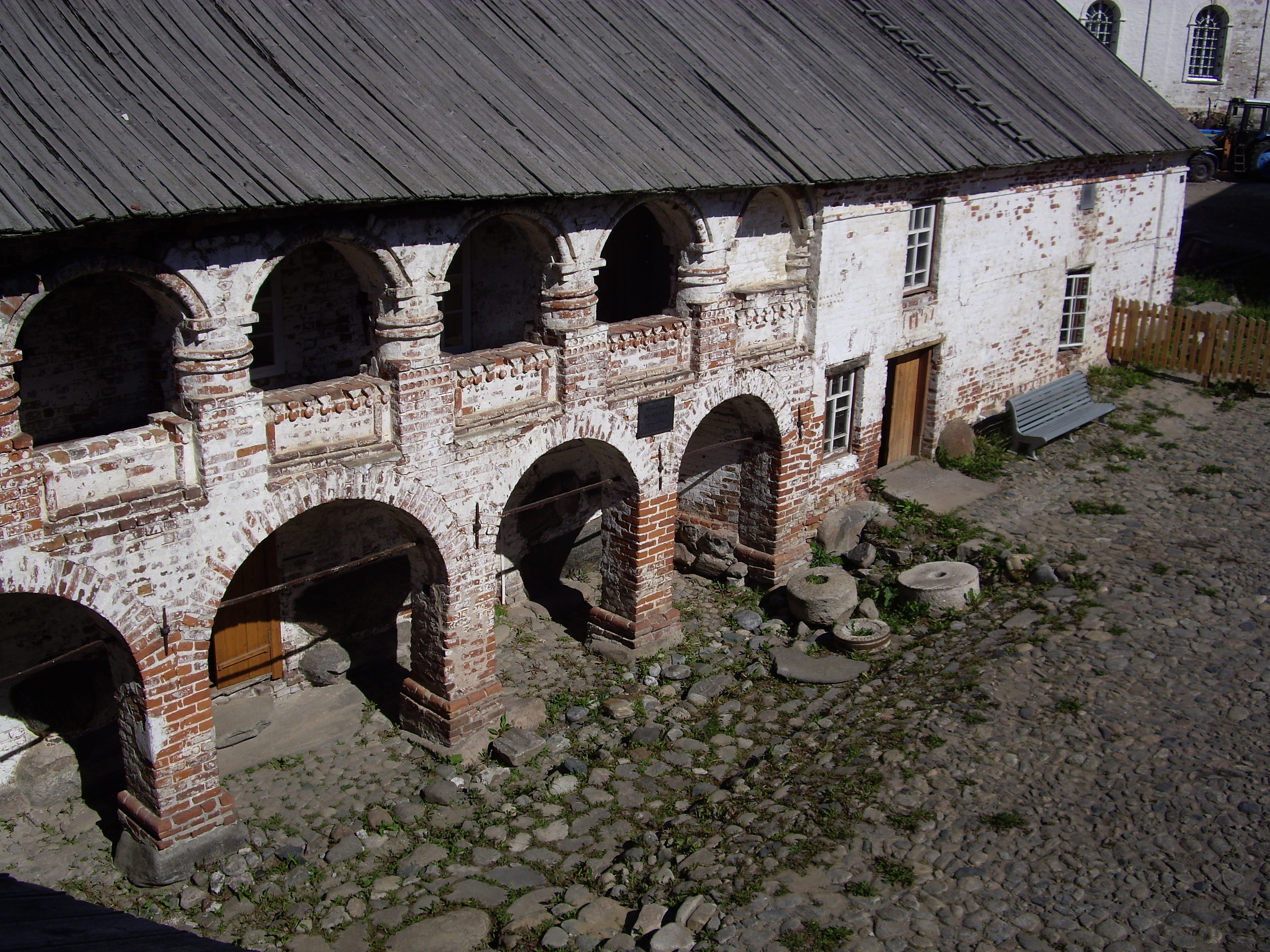
border
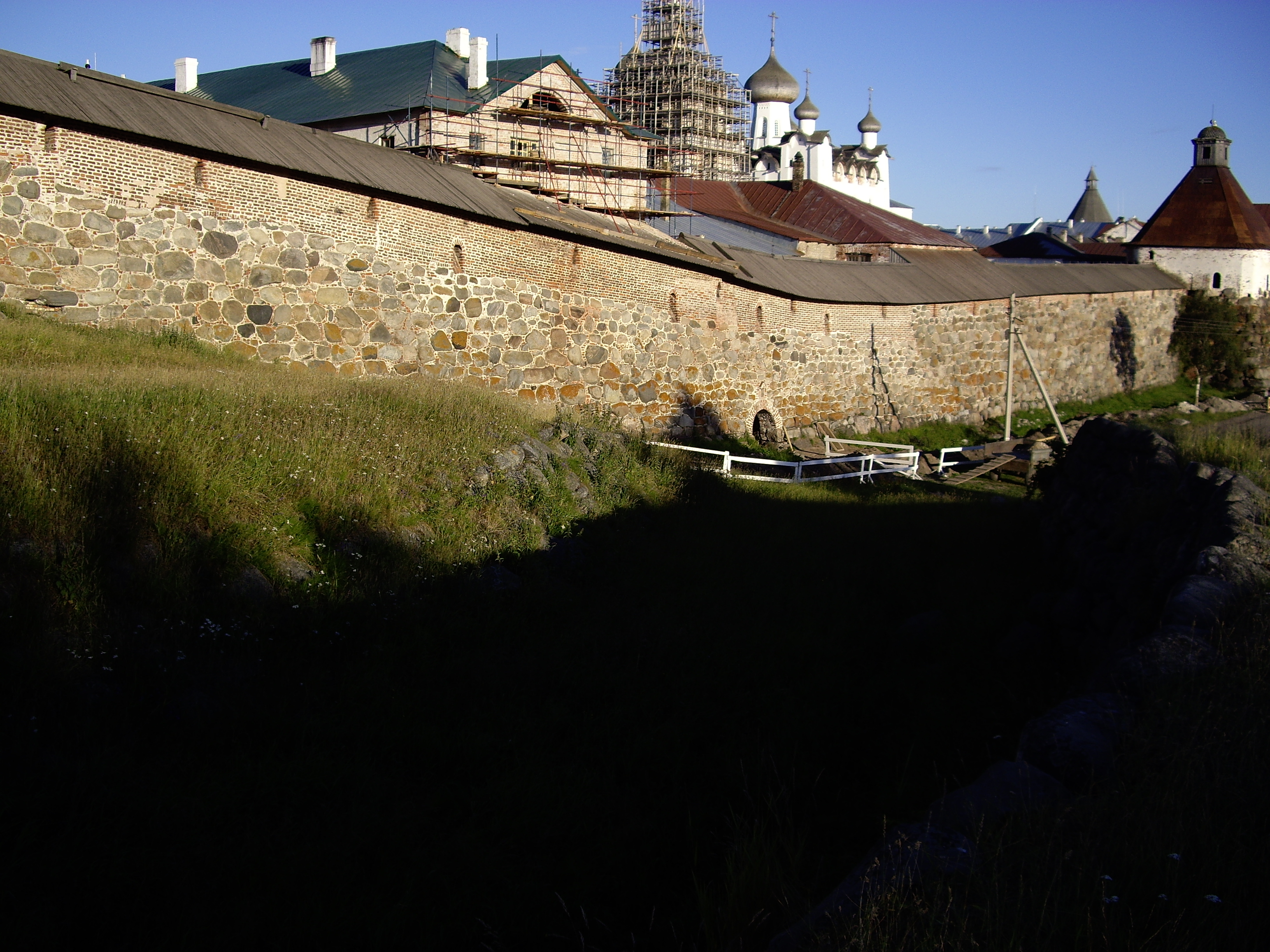
border
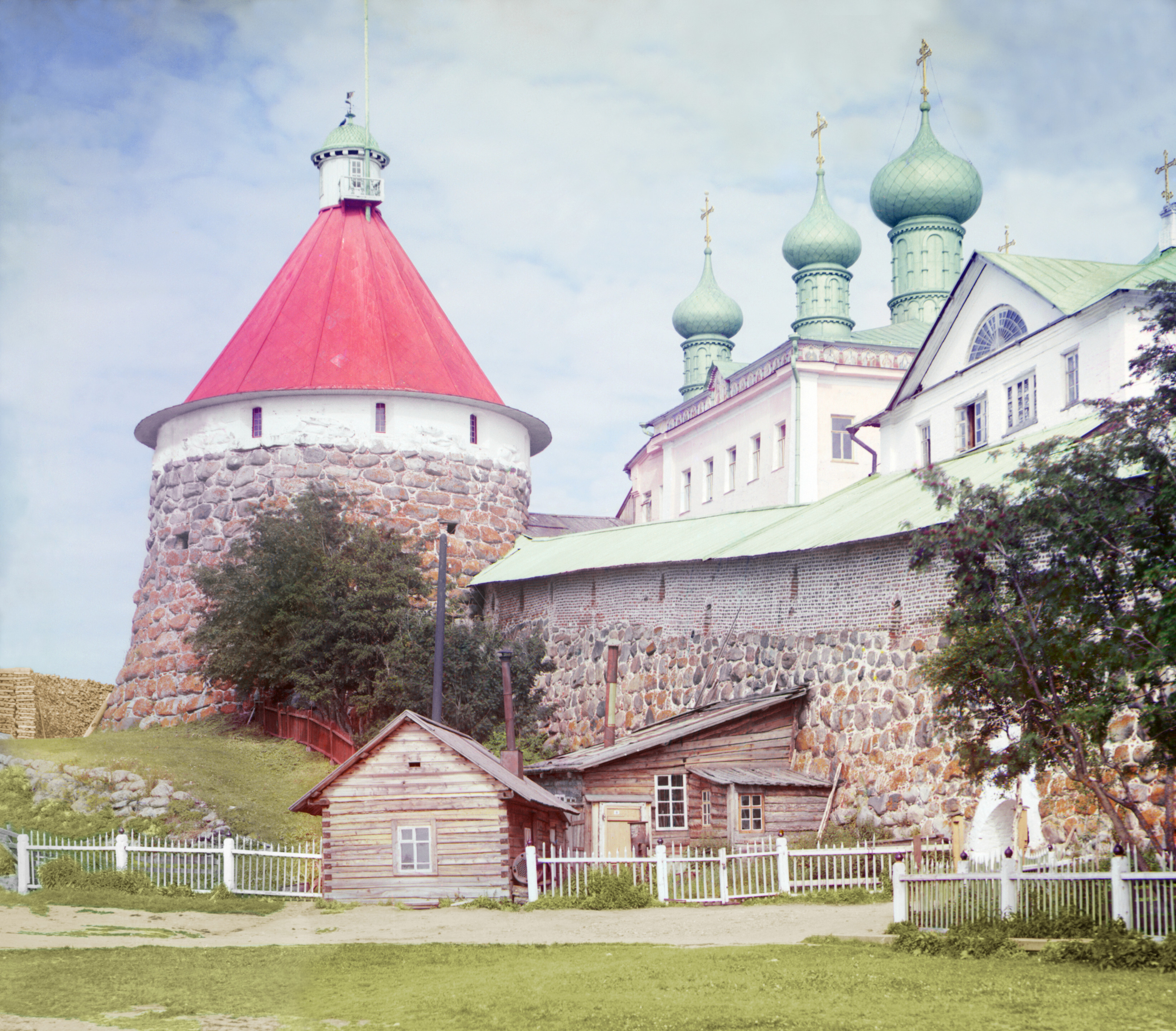
border
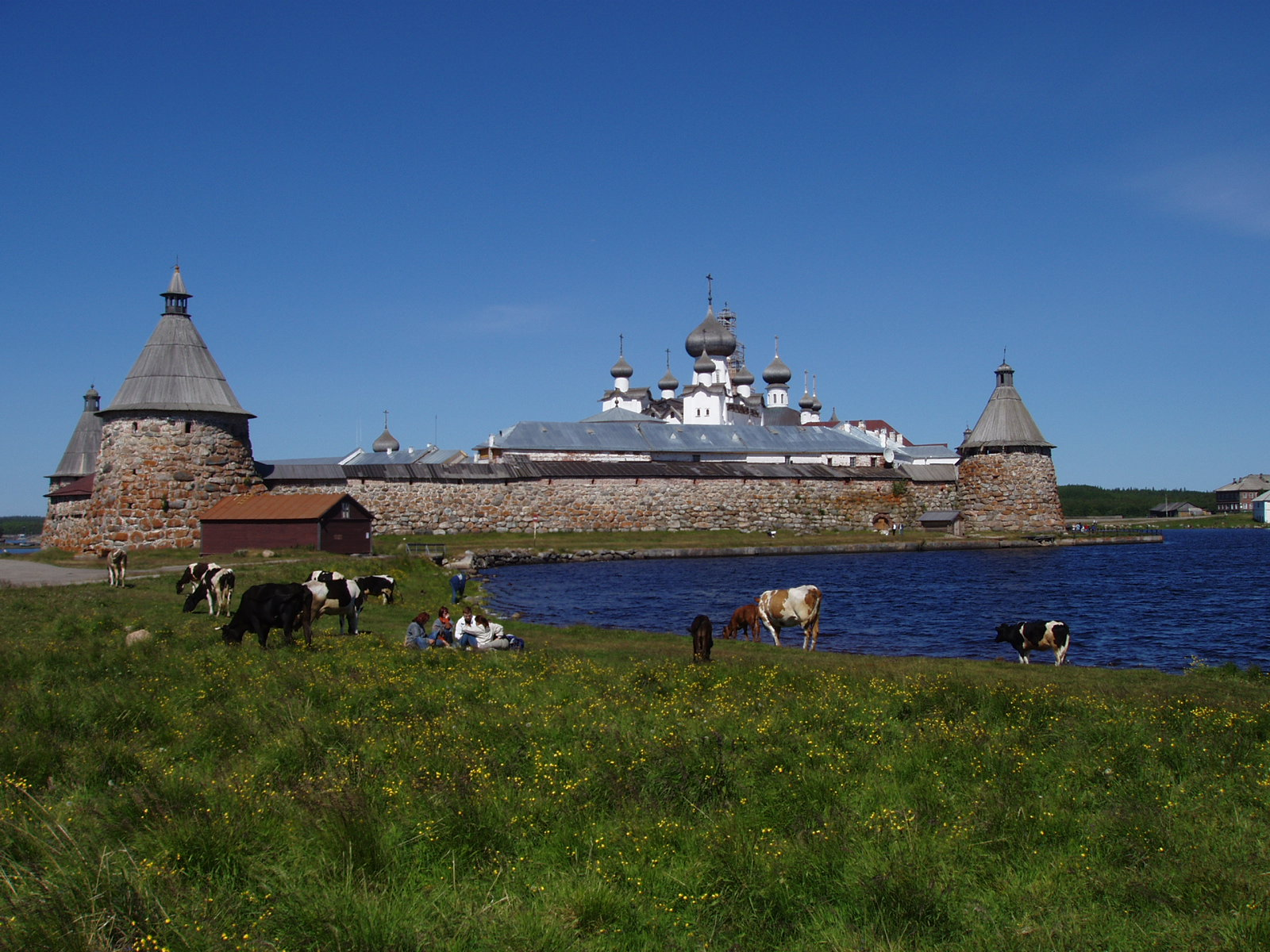
border
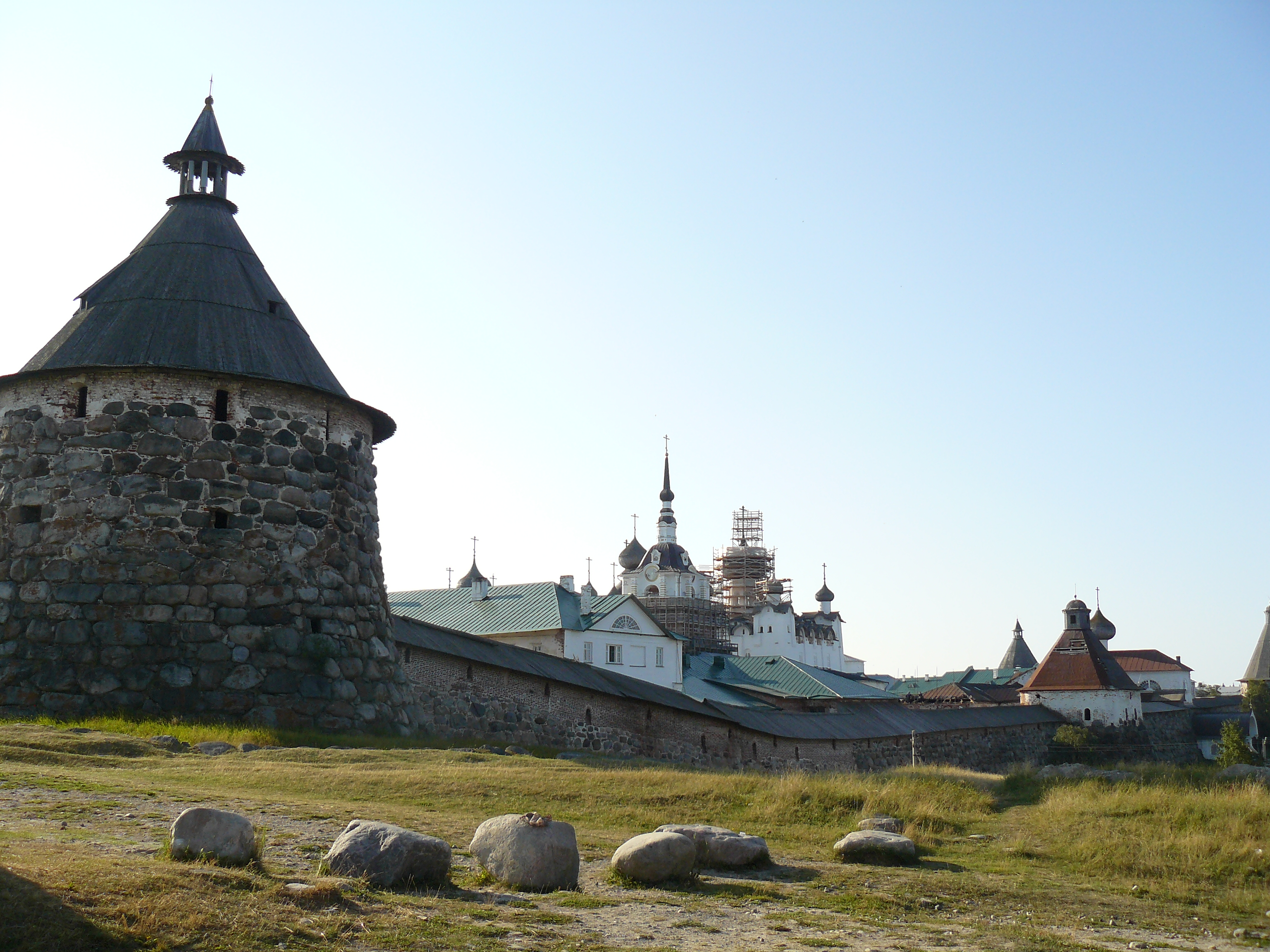
border
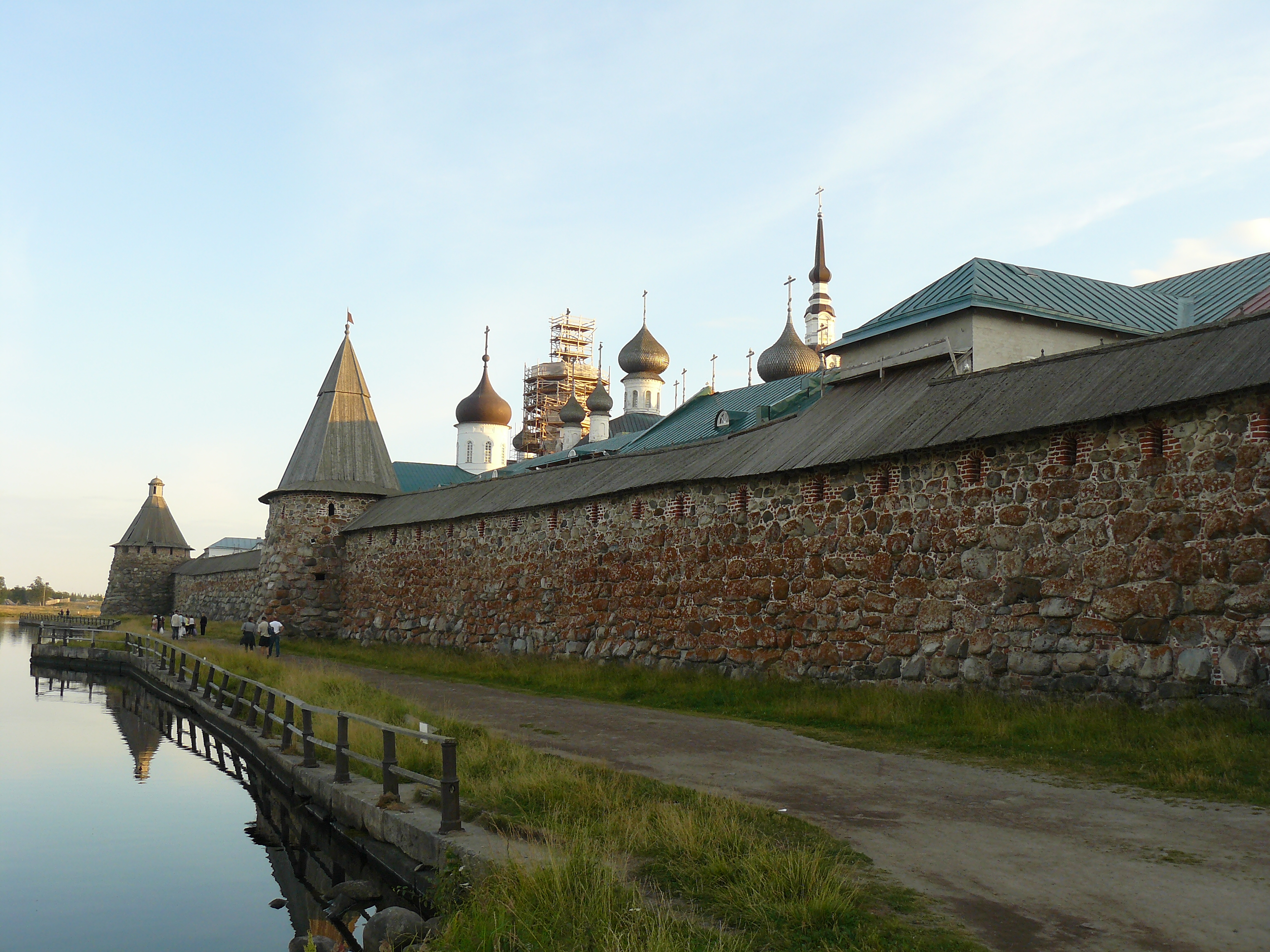
border